# Cerotoma eborifrons
Cerotoma eborifrons là một loài bọ cánh cứng trong họ Chrysomelidae. Loài này được Ruppel miêu tả khoa học năm 1978.